# 德賴峰
46°35′33.9″N 7°45′34.5″E / 46.592750°N 7.759583°E

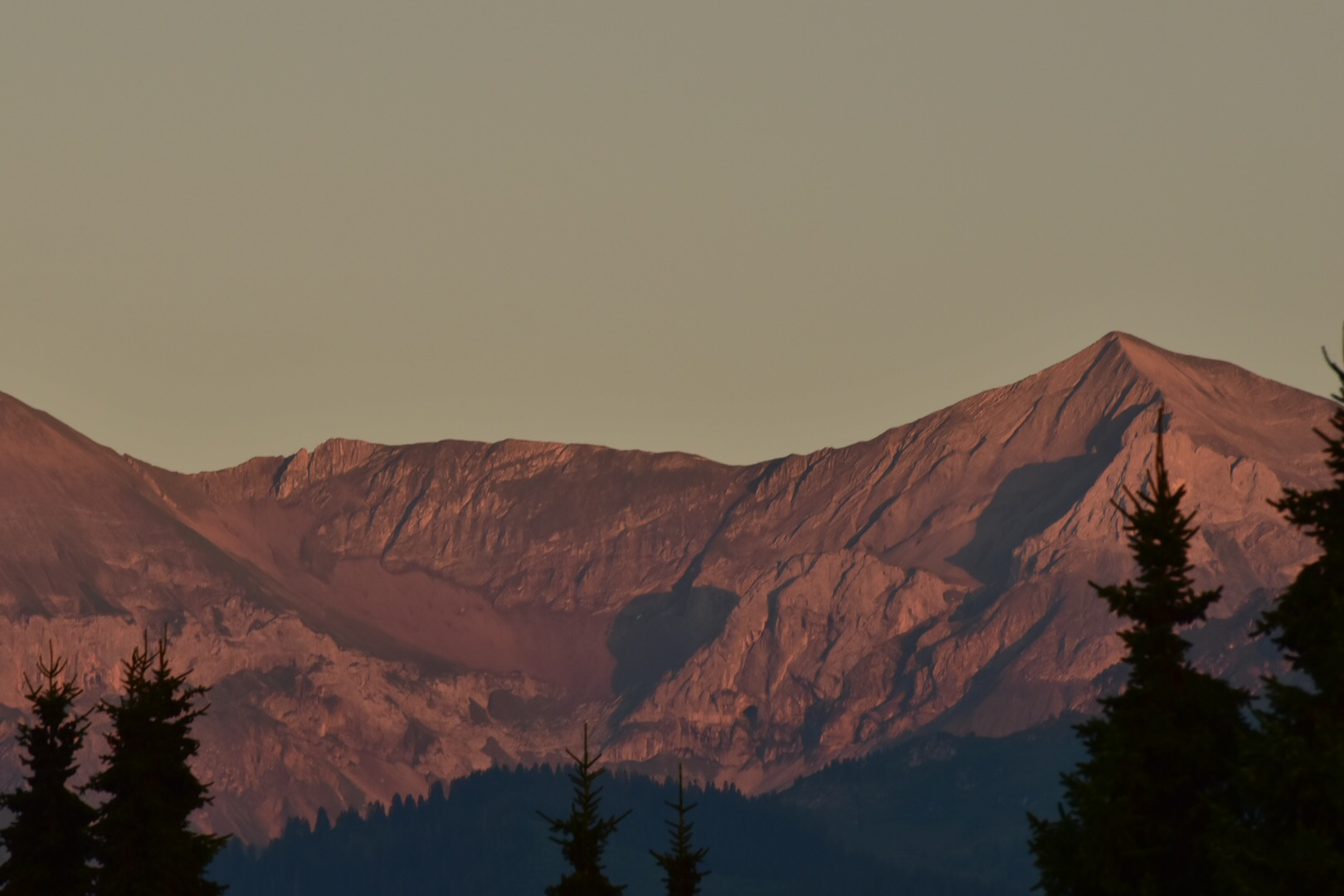

德賴峰（Dreispitz），是瑞士的山峰，位於該國中西部，由伯恩州負責管轄，屬於伯爾尼山的一部分，俯瞰賴興巴赫，海拔高度2,520米，每年平均降雨量1,703毫米。